# Àngel Puyol i González
Àngel Puyol (Barcelona, 1968) és professor d'Ètica i Filosofia política a la Universitat Autònoma de Barcelona i consultor d'Humanitats a la Universitat Oberta de Catalunya. Ha publicat nombrosos articles sobre ètica, bioètica i filosofia política en revistes especialitzades, ha coeditat el llibre Bioética, justicia y globalización (Erein, 2007) i és autor dels llibres Justícia i Salut. Ètica per al racionament dels recursos sanitaris (UAB, 1999), El discurso de la igualdad (Crítica 2001) i El sueño de la igualdad de oportunidades (Gedisa, 2010). Membre del Comitè d'Ètica Assistencial de l'Hospital Universitari Vall d'Hebron, dirigeix el Departament de Filosofia de la Universitat Autònoma de Barcelona des de l'any 2009.